# Tô (Burkina Faso)
Pour les articles homonymes, voir To.
Ne doit pas être confondu avec Tô (Toma).
Cet article concerne le village chef-lieu. Pour le département et la commune rurale, voir Tô (département).
Tô est un village du département et la commune rurale de Tô, dont il est le chef-lieu, situé dans la province de la Sissili et la région du Centre-Ouest au Burkina Faso.

## Géographie

### Démographie
- En 2003 le village comptait 9 140 habitants estimés[2].
- En 2006 le village comptait 9 874 habitants recensés[1].

## Transports
Tô est traversé par la route nationale 13.

## Santé et éducation
Le village accueille un centre de santé et de promotion sociale (CSPS).